# Armée du Tennessee (Union)
Pour l’article homonyme, voir Armée du Tennessee.
|                                                                                                  |  |  |
| Ulysses S. Grant et William T. Sherman, les deux généraux emblématiques de l'Armée du Tennessee. |  |  |

L’Armée du Tennessee (Army of the Tennessee en anglais) est l'une des armées de l'Union au cours de la guerre de Sécession américaine. Elle opère sur le théâtre Ouest de la guerre, et doit son nom à la rivière Tennessee. Elle était à l'origine composée de divisions du district militaire de Cairo, rattachées au Department of the Missouri, rebaptisée Army of West Tennessee puis Army of the Tennessee. Ulysses S. Grant commanda cette armée peu après le début de la guerre jusqu'à sa victoire lors de la bataille de Vicksburg en 1863. C'est ensuite William T. Sherman qui lui succéda jusqu'en mars 1864. L'Armée du Tennessee fut officiellement dissoute le 1er août 1865.
Elle ne doit pas être confondue avec l'Armée du Tennessee (Confédérée) (Army of Tennessee en anglais), créée le 20 novembre 1862, qui était la principale armée confédérée présente entre les Appalaches et le fleuve Mississippi, et qui elle doit son nom à l'État du Tennessee.